# Braniewo (comune rurale)
Braniewo (Braunsberg fino al 1945) è un comune rurale polacco del distretto di Braniewo, nel voivodato della Varmia-Masuria.
Ricopre una superficie di 306,93 km² e nel 2004 contava 6 428 abitanti.
Il capoluogo è Braniewo, che non fa parte del territorio ma costituisce un comune a sé.